# 글리제 777 b
글리제 777 b(글리제 777 Ab 또는 HD 190360 b라고 부르기도 한다)는 백조자리 방향으로 약 52 광년 떨어진 곳에 있는 외계 행성이다. 2002년 6월 제네바 외계행성 탐사팀에 의해 발견되었으며 발견 기법으로는 시선 속도법이 사용되었다. 글리제 777 b의 질량은 적어도 목성의 약 1.5배이며 반지름은 목성과 거의 같을 것으로 보인다. 글리제 777 b의 궤도 경사각은 밝혀지지 않았기 때문에 실제 질량은 밝혀지지 않았다. 그러나 최소 질량보다 그리 크지는 않을 것이다.
글리제 777 b는 지금까지 발견된 외계행성들 중에서도 공전주기가 매우 긴 축에 든다. 궤도 긴반지름은 목성 ~ 태양 사이 거리에 조금 못 미치는 수준이다. 그러나 목성과 다른 점이라면 글리제 777 b의 궤도는 이심률이 크며 따라서 찌그러진 궤도를 그린다. 근일점에서 항성과의 거리는 약 2.51 천문 단위이고, 원일점에서는 약 5.33 천문단위로 두 배 이상 멀리 떨어진다. 이는 가까울 때는 우리 태양계의 소행성대 안쪽까지 들어왔다가, 멀어지면 목성 궤도보다 먼 곳까지 물러남을 뜻한다. 글리제 777 A의 동반성(적색 왜성) B의 존재가, 글리제 777 b의 찌그러진 궤도의 원인일 가능성이 있다.
글리제 777 b에서 나오는 신호는 매우 약하다. 따라서 천문학자들은 처음에는 이 행성이 목성처럼 원에 가까운 궤도를 돌고 있으며 따라서 외관 역시 목성과 비슷하고 목성처럼 여러 큰 위성을 거느릴 가능성이 있다고까지 예상했다. 항성에서 0.12 천문단위 떨어져 17일 주기로 공전하고 있는, 또 다른 행성 글리제 777 c가 있지만 다행히도 지구 정도 거리에 암석 행성이 존재한다면, 그 궤도는 글리제 777 항성계 내에서 안정적으로 유지될 수 있을 것이다.

## 같이 보기
- 큰곰자리 47 b
- 글리제 777 c

## 참고 문헌
- Naef;  외. (2003). “The ELODIE survey for northern extra-solar planets II. A Jovian planet on a long-period orbit around GJ 777 A”. 《Astronomy and Astrophysics》 410 (3): 1051–1054. doi:10.1051/0004-6361:20031341.